# Tân Thanh, Ninh Bình
	Tân Thanh		là một xã miền núi thuộc tỉnh Ninh Bình, Việt Nam. Trụ sở xã nằm cách phường Hoa Lư - trung tâm tỉnh lỵ Ninh Bình33 km về phía Bắc.		
Theo Nghị quyết số 1674/NQ-UBTVQH15 ngày 16/6/2025 về sắp xếp các đơn vị hành chính cấp xã của tỉnh Ninh Bình năm 2025, 	sắp xếp thị trấn Tân Thanh, xã Thanh Thủy và xã Thanh Phong thành xã mới có tên gọi là xã Tân Thanh.	
Xã Tân Thanh	có diện tích:	36,35	km², 	dân số:	26.315	người, mật độ dân số: 	724	người/km². 	
Đây là đơn vị có diện tích xếp thứ:	20	, số dân xếp thứ: 	94	và mật độ dân số xếp thứ: 	113	trong số 129 xã, phường ở Ninh Bình.  
Xã này nằm trên quốc lộ 1A và cũng là nơi có sông Đáy chảy qua.

## Địa lý
Tân Thanh có vị trí địa lý:
- Phía đông giáp xã Thanh Bình
- Phía tây giáp vùng núi tỉnh Phú Thọ
- Phía nam giáp 2 xã Thanh Hương và Thanh Liêm
- Phía bắc giáp 2 xã Liêm Hà, Châu Sơn.

## Lịch sử
Đến năm 2018, xã Thanh Lưu có diện tích 6,99 km², dân số là 5.916 người, mật độ dân số đạt 846 người/km², được chia thành 4 thôn: Non, Đồi Ngang, Cẩm Du và Ba Nhất. Xã Thanh Bình có diện tích 4,77 km², dân số là 3.580 người, mật độ dân số đạt 751 người/km², được chia làm 5 thôn: Ninh Tảo, Thanh Liêm, Lã, Lãm và Đạt Hưng.
Ngày 17 tháng 12 năm 2019, Ủy ban Thường vụ Quốc hội ban hành Nghị quyết số 829/NQ-UBTVQH14 về việc sắp xếp các đơn vị hành chính cấp huyện, cấp xã thuộc tỉnh Hà Nam (nghị quyết có hiệu lực từ ngày 1 tháng 1 năm 2020). Theo đó, sáp nhập toàn bộ diện tích và dân số của hai xã Thanh Bình và Thanh Lưu để thành lập thị trấn Tân Thanh, thị trấn huyện lỵ huyện Thanh Liêm.
Thị trấn Tân Thanh được chia thành 9 tổ dân phố: Ba Nhất, Cẩm Du, Đạt Hưng, Đồi Ngang, Lã, Lãm, Ninh Tảo, Non, Thanh Liêm.

## Văn hóa
- Chùa Tiên
- Nhà thờ Non
- Chùa Sơn Âm
- Chùa Ninh Tảo
- Núi Hang
- Đình Cẩm Du.